# Howard Komives
Howard K. „Butch” Komives (ur. 9 maja 1941 w Toledo, zm. 22 marca 2009 tamże) – amerykański koszykarz, występujący na pozycji rozgrywającego.
Kiedy opuszczał uczelnię miał na swoim koncie pięć rekordów konferencji MAC oraz 24 uczelni Bowling Green.

## Osiągnięcia
NCAA
- Mistrz Konferencji Mid-American (1962, 1963)[1]
- Lider strzelców NCAA (1964)[2]
- Zaliczony do składów:
  - All-American Third Team (1964 przez AP, UPI)[3]
  - All-Mid American Conference (1962–1964)[1]
- Wybrany do:
  - Galerii Sław Sportu Bowling Green State University (1970)
  - Galerii Sław Sportu stanu Ohio (2007)[1]

NBA
- Zaliczony do składu NBA All-Rookie Team (1965)[4]